# Ceriops
Ceriops, biljni rod iz porodice korenjaševki (Rhizophoraceae). Postoji nekoliko vrsta, manjeg do srednje velikog drveća ili grmova koja rastu na blatnjavim morskim obalama, estuarijima i ušćima istoćne Afrike i zapadnog Pacifika.
Listovi su vazdazeleni i nasuprotni. 

## Vrste
1. Ceriops australis (C.T.White) Ballment, T.J.Sm. & J.A.Stoddart
2. Ceriops decandra (Griff.) W.Theob.
3. Ceriops pseudodecandra Sheue, H.G.Liu, C.C.Tsai & Yuen P.Yang
4. Ceriops tagal (Perr.) C.B.Rob.
5. Ceriops zippeliana Blume